# Umskiptar
Umskiptar ("metamorfosi" in norreno) è il nono album in studio della one man band Burzum pubblicato il 29 maggio 2012, sempre tramite la Byelobog Productions, a più di un anno da Fallen.
I testi del disco sono tratti dal poema nordico Vǫluspá.
La copertina è tratta dal quadro Nótt (1887) del pittore norvegese Peter Nicolai Arbo.

## Tracce
1. Blóðstokkinn – 1:16
2. Jóln – 5:51
3. Alfadanz – 9:22
4. Hit helga Tré – 6:51
5. Æra – 3:58
6. Heiðr – 3:02
7. Valgaldr – 8:03
8. Galgviðr – 7:16
9. Surtr Sunnan – 4:14
10. Gullaldr – 10:20
11. Níðhöggr – 5:00

## Formazione
- Varg Vikernes - tutti gli strumenti